# J.O.B. Records
J.O.B. Records — американський незалежний лейбл звукозапису. Створений у липні 1949 року в Чикаго. Лейбл в основному орієнтувався на випуск блюзової музики, однак також випускав матеріал у жанрах госпел, соул, поп, каліпсо і джаз. 

## Історія
Створений у липні 1949 році в Чикаго бізнесменом Джо Брауном (1897—1976) з партнером, блюзовим музикантом Джеймсом Берком Оденом (більше відомим як Сент-Луїс Джиммі). Лейбл розташовувався за адресами 4008 С. Елліс-авеню і 1121 В. 59-стріт в Чикаго. Абревіатура лейблу «J.O.B.» означає ініціали його засновників. J.O.B. став продовженням невеликого лейблу Opera, який недовго проіснував з 1947 по 1948 роки. До цього Джо Браун був боксером, а також займався підприємницькою діяльності у музичній сфері, інформації про яку досить мало.
На лейблі J.O.B записувалися такі виконавці, як Дж. Б. Ленор, Снукі Прайор, Джонні Шайнс, Мемфіс Мінні, Сент-Луїс Джиммі (тобто, Джеймс Берк Оден, співвласник лейблу), Бебі Фейс Лерой (Фостер), Санніленд Слім, Кінг Колакс, Флойд Джонс, Едді Бойд, Джон Брім, Грейс Брім, Дж. Т. Браун, Ернест Коттон, Віллі Коббс та інші. У 1952 році записана на лейблі пісня «Five Long Years» Едді Бойда стала хітом і посіла 1-е місце в хіт-параді R&B chart (США) журналу «Billboard». У 2011 році пісня «Five Long Years» в оригінальному виконанні Бойда (1952, J.O.B.) була включена до Зали слави блюзу.
У 1956 році вийшов єдиний (відомий) LP на лейблі джазової співачки Нельди Дюрюї під назвою Musique.
У 1953 році J.O.B деякий час співпрацював з Chance Records. Лейбл був викуплений Стеном Льюїсом, власником Jewel/Paula Records, у 1972 році. У 1950 році в Луїзіані існував лейбл із такою самою назвою, який не мав жодного стосунку до лейблу в Чикаго.